# اندیس آفین۲
آفین۲ یک اندیس فلزی است که در حوالی شهر ابیز استان خراسان قرار دارد و مادهٔ معدنی موجود در آن، منیزیت است.  